# Terra Nova (serie televisiva)
(Tagline della serie televisiva)
Terra Nova è una serie televisiva statunitense di fantascienza prodotta da Steven Spielberg, andata in onda dal 26 settembre 2011 su Fox.
In Italia la serie è stata trasmessa in contemporanea con gli Stati Uniti, a partire dal 4 ottobre 2011 su Fox.
Il 6 marzo 2012 Fox ha annunciato di non avere intenzione di rinnovare lo show per una seconda stagione.

## Trama
Nel 2149 la vita sul pianeta Terra rischia di estinguersi a causa dell'inquinamento e della sovrappopolazione. Facendo degli esperimenti nucleari, alcuni scienziati scoprono una frattura spazio-temporale e la utilizzano per creare un portale in grado di trasportare chi lo attraversa su una Terra preistorica, 85 milioni di anni nel passato. La famiglia Shannon (Jim, un poliziotto, sua moglie Elisabeth, un medico, e i tre figli Josh, Maddy e Zoe) si trasferisce con il decimo pellegrinaggio a Terra Nova, la colonia creata al di là del portale, dopo aver fatto evadere Jim dal carcere in cui era rinchiuso come punizione per avere contravvenuto alle leggi sulla popolazione avendo concepito una terza figlia (in particolare, dopo aver reagito contro la polizia demografica): nel 2149 infatti, per non peggiorare la situazione di sovrappopolazione in cui il pianeta si trova, la legge vieta in modo assoluto di avere più di due figli.
L'intera famiglia riesce quindi a giungere a Terra Nova. La Terra di 85 milioni di anni fa è un paradiso abitato da dinosauri e altre specie animali sconosciute. Nella colonia ad ognuno viene assegnato un lavoro e i ragazzi vanno a scuola. Elisabeth era stata esplicitamente richiesta, essendo un valente medico. A Jim, pur essendo giunto illegalmente, è offerta la possibilità dal comandante Taylor di lavorare nella sicurezza, essendo l'unico poliziotto.
Quello che però appare all'inizio come un paradiso nasconde numerosi aspetti negativi: i "Sixers", un misterioso gruppo di uomini arrivati con il sesto pellegrinaggio si è staccato dalla comunità di Terra Nova e minaccia guerra; un gruppo di rettili alati ritorna dopo svariati anni per deporre le proprie uova proprio sul territorio dove è stata costruita Terra Nova e così molte pericolose avventure rendono difficile la vita nella colonia.

## Episodi
| Stagione       | Episodi | Prima TV USA | Prima TV Italia |
| -------------- | ------- | ------------ | --------------- |
| Prima stagione | 13      | 2011         | 2011            |

## Personaggi e interpreti

### Principali
- Jim Shannon, interpretato da Jason O'Mara, doppiato da Francesco Prando.
Poliziotto e padre devoto con un passato complicato. Arrestato dopo aver aggredito un collega della polizia che aveva ricevuto l'ordine di prendere sua figlia più piccola. Dopo aver trascorso due anni in prigione, viene aiutato a fuggire dalla moglie e riesce ad arrivare a Terra Nova. Gli viene dato il compito di dedicarsi al giardinaggio ma dopo aver salvato la vita di Nathaniel Taylor, lo stesso Taylor gli chiede di far parte della sicurezza e lui diviene così l'unico poliziotto della colonia (dove per il resto la sicurezza è affidata soltanto a soldati).
- Elisabeth Shannon, interpretata da Shelley Conn, doppiata da Chiara Colizzi.
È un medico di grande fama selezionato per far parte di Terra Nova; è sposata con Jim, che aiuta ad evadere di prigione e raggiungere con lei Terra Nova.
- Mira, interpretata da Christine Adams, doppiata da Laura Lenghi.
È il leader dei Sixers, la tribù ribelle che si è dissociata dalla popolazione guidata da Taylor; chiamati così perché arrivati con il sesto pellegrinaggio.
- Skye, interpretata da Allison Miller, doppiata da Chiara Gioncardi.
È una ragazza arrivata a Terra Nova quando era piuttosto piccola, che lega immediatamente con Josh. Il padre è morto, la madre è malata e usata come ricatto dai Sixers, gli unici ad avere i medicinali necessari. Skye a Terra Nova vive in una casa con altri ragazzi. Dopo l'apparente morte di entrambi i genitori, il comandante Taylor si è preso molta cura di lei, tanto che lei stessa dice di non volerlo deludere.
- Josh Shannon, interpretato da Landon Liboiron, doppiato da Flavio Aquilone.
È il figlio diciassettenne di Jim ed Elisabeth. Nonostante non voglia lasciarsi alle spalle la sua ragazza, parte per Terra Nova. Josh inizialmente detesta il padre per aver aggredito l'ufficiale di polizia e averli messi in una brutta posizione con la sua lunga assenza, ma col tempo la sua ostilità sparisce.
- Maddy Shannon, interpretata da Naomi Scott, doppiata da Letizia Ciampa.
È prima figlia di Jim ed Elisabeth Shannon, ha sedici anni. Molto intelligente e portata per i numeri, spera di reinventarsi su Terra Nova. Ha una cotta per Mark Reynolds ed è spesso imbarazzata in sua presenza.
- Malcolm Wallace, interpretato da Rod Hallett, doppiato da Vittorio Guerrieri.
È uno dei ricercatori presenti a Terra Nova. Andava al college con Elisabeth, con cui ha avuto una breve relazione. È grazie a lui che la dottoressa è stata selezionata per Terra Nova credendo che il marito fosse ancora sotto le sbarre per poter provarci di nuovo con lei non avendo smesso di amarla.
- Zoe Shannon, interpretata da Alana Mansour, doppiata da Arianna Vignoli.
È la figlia di cinque anni di Jim ed Elisabeth Shannon. Viene tenuta nascosta in quanto per legge, a causa del sovrappopolamento, vi possono essere al massimo due figli per famiglia. Tuttavia ad appena 3 anni viene scoperta dalle autorità ed il padre, che aggredisce il poliziotto incaricato di portarla via dalla famiglia, viene incarcerato. Due anni dopo però i genitori riescono, nascondendola dentro uno zaino, a portare anche lei a Terra Nova, dove le autorità avrebbero voluto far andare solo Elisabeth ed i primi due figli in quanto Jim avrebbe dovuto essere in prigione e non volevano premiare la famiglia per aver infranto la legge consentendo loro di portare anche la terza figlia.
- Nathaniel Taylor, interpretato da Stephen Lang, doppiato da Luca Biagini.
È il comandante in capo di Terra Nova, il primo ad aver attraversato il portale. Taylor è sopravvissuto per i primi 118 giorni da solo ed è poi stato raggiunto da altri uomini con i quali ha iniziato la colonizzazione del nuovo mondo. Ha fatto arrivare a Terra Nova anche suo figlio che è però scomparso nella giungla.

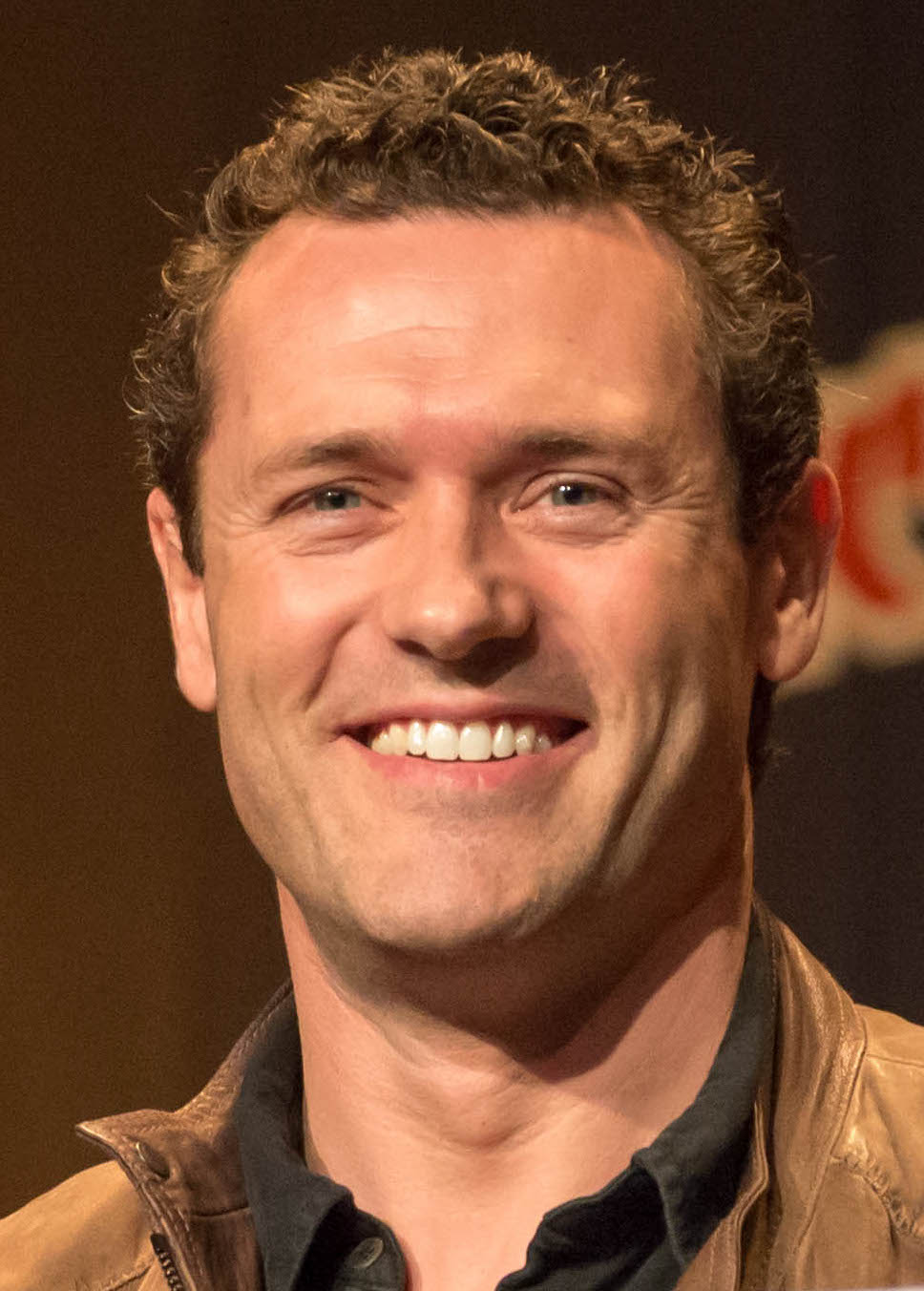
Jason O'Mara interpreta Jim Shannon
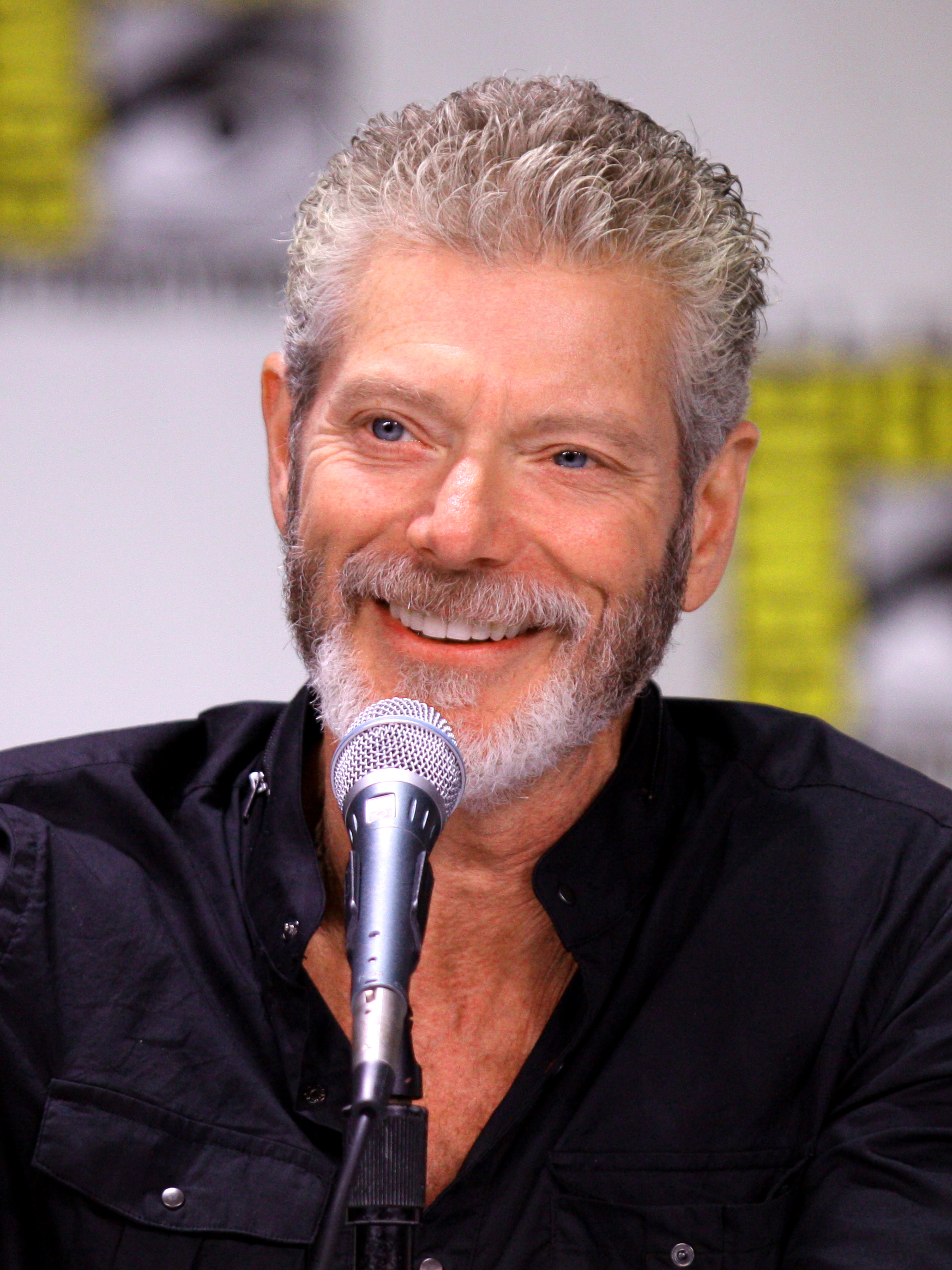
Stephen Lang interpreta Nathaniel Taylor

### Ricorrenti
- Alicia Washington, interpretata da Simone Kessell, doppiata fa Francesca Fiorentini.
È il comandante in seconda di Nathaniel Taylor. Uccisa da Lucas Taylor nell'ultimo episodio della prima stagione.
- Lucas Taylor, interpretato da Ashley Zukerman, doppiato da Giorgio Borghetti.
È il figlio di Nathaniel Taylor, che odia dalla morte della madre avvenuta in Somalia nell'agosto del 2138. È un ottimo fisico e lavora per dei "committenti" sconosciuti del 2149. È lui il vero capo dei sixers, ha un'aria in bilico tra il genio e la pazzia. Fin dall'inizio si comporta in maniera alquanto particolare con Skye, e sembra che nutra dei sentimenti verso la ragazza, che chiama amorevolmente "pentolina".
- Mark Reynolds, interpretato da Dean Geyer, doppiato da Gianfranco Miranda.
È un soldato e ha un interesse amoroso di Maddy Shannon.
- Guzman, interpretato da Mido Hamada, doppiato da Fabio Boccanera.
È il padre di Tasha, una ragazza amica di Skye e Josh, e capo di un team di sicurezza e consulente di fiducia di Nathaniel Taylor.
- Tom Boylan, interpretato da Damien Garvey.
È il barista della colonia. Il suo personaggio è caratterizzato da un forte sarcasmo e da una grande sicurezza. Josh Shannon lavora per lui al bar.
- Casey Darwin, interpretato da Peter Lamb, doppiato da Franco Mannella.
È un uomo che non ha più le gambe e vende alcuni oggetti alla colonia in cambio della moneta di Terranova, i Terra.
- Weaver.
È un uomo che collabora con il figlio di Taylor, Lucas per ottenere preziose risorse da Terranova da inviare nel 2149 ai suoi capi
- Carter, interpretato da Damian Walshe-Howling, doppiato da Francesco Bulckaen.
È il secondo nei Sixers a Mira
- Curren.
È un soldato di Terranova che viene bandito per omicidio di un suo compagno ma successivamente si guadagna il ritorno a Terranova per aver salvato la madre di Skye fingendosi per conto di Skye uno dei Sixer

## Accoglienza

### Critica
Il sito aggregatore di recensioni Rotten Tomatoes riporta che il 62% delle 55 recensioni professionali ha dato un giudizio positivo, con un voto medio di 6,83 su 10; il commento del sito recita: "L'esposizione eccessiva può essere molto da tenere al passo, ma Terra Nova vanta una grafica accattivante e il potenziale per essere una serie davvero avvincente". Su Metacritic, la serie detiene un punteggio del 64 su 100, basato su 28 recensioni.

### Ascolti
Nonostante le recensioni generalmente positive, i risultati in termini di ascolti furono tiepidi. La prima stagione fu seguita da 7,5 milioni di spettatori, con una media di punteggio di 2.5 nella fascia 18-49 anni. A causa dell'alto budget della serie, gli ascolti registrati non hanno soddisfatto le aspettative, così la Fox nel 2012 ha annunciato la cancellazione della serie.

## Riconoscimenti
Alla 16ª edizione dei Critics' Choice Awards, Terra Nova venne riconosciuta come una delle Nuove serie tv più promettenti. Nello stesso anno ha vinto il premio "Migliori effetti visivi in una serie televisiva" dalla Visual Effects Society.